# Déficit en cofacteur à molybdène
 Mise en garde médicale
Le déficit en cofacteur à molybdène est une maladie génétique rare se présentant essentiellement par des symptômes neurologiques apparaissant peu après la naissance.

## Physiopathologie
Le déficit en cofacteur à molybdène entraîne une déficience dans le fonctionnement de plusieurs enzymes dont la sulfite oxydase entraînant une accumulation de sulfites.
La synthèse du cofacteur à molybdène dépend de quatre gènes, MOCS1, MOCS2, MOCS3 et GEPH. Des mutations sur le MOCS1, MOCS2 et GEPH ont été identifiées, responsable du syndrome. La maladie est à transmission autosomique récessive.

## Description
La maladie peut se manifester peu après la naissance par des troubles du tonus, des convulsions, aboutissant au décès.
Plus rarement, la maladie est découverte plus tardivement lors d'un bilan de retard du développement cérébral.

## Diagnostic
Il existe une augmentation de la concentration sanguine en sulfites, xanthines et en S-sulphocystéine.
L'IRM cérébrale montre des aspects d'infarctus cérébral. Il existe une atrophie du pont, des kystes rétrocérébelleux.

## Traitement
Les formes avec mutation du gène MOCS1 (appelées type A) peuvent bénéficier d'un traitement substitutif par le monophosphate de pyranoptérine cyclique.
Les autres formes n'ont pas d'autres traitements que symptomatiques.